# Budowlani Łódź Sportowa 2010-2011
Questa voce raccoglie le informazioni riguardanti il Budowlani Łódź Sportowa nelle competizioni ufficiali della stagione 2010-2011.

## Organigramma societario
Area direttiva
- Presidente: Marcin Chudzik

Area tecnica
- Allenatore: Wiesław Popik

## Rosa
| N° | Nome                  | Ruolo | Data di nascita  | Nazionalità     |
| -- | --------------------- | ----- | ---------------- | --------------- |
| 2  | Katarzyna Ciesielska  | L     | 27 ottobre 1987  | Polonia         |
| 3  | Karolina Kosek        | S     | 28 giugno 1985   | Polonia         |
| 4  | Katarzyna Bryda       | S     | 30 aprile 1990   | Polonia         |
| 5  | Michela Teixeira      | S     | 3 luglio 1977    | Brasile         |
| 6  | Marta Szymańska       | P     | 26 febbraio 1986 | Polonia         |
| 7  | Julija Szełuchina     | C     | 30 aprile 1979   | Ucraina         |
| 8  | Marta Wójcik          | P     | 17 febbraio 1982 | Polonia         |
| 9  | Sylwia Wojcieska      | C     | 3 giugno 1985    | Polonia         |
| 10 | Joanna Podoba         | S     | 17 febbraio 1977 | Polonia         |
| 12 | Karla Echenique       | P     | 16 maggio 1986   | Rep. Dominicana |
| 14 | Luana de Paula        | C     | 23 ottobre 1984  | Brasile         |
| 18 | Katarzyna Zaroślińska | S/O   | 3 febbraio 1987  | Polonia         |